# Teatr Leśny
Teatr Leśny – leśny amfiteatr położony w Gdańsku Wrzeszczu przy ulicy Jaśkowa Dolina, u podnóża Jaśkowej Góry.
Scena została otwarta w 1911 roku w zacisznej dolinie Jaśkowego Lasu (wówczas Gaj Gutenberga). Sezon trwa od początku czerwca do końca sierpnia, dzięki dotacjom Urzędu Miasta Gdańska wstęp na koncerty i przedstawienia częściowo jest wolny. Odbywają się tu cykliczne imprezy plenerowe: "Wielka Majówka", "Dzieci dzieciom", "Lato ludzi", Świętojańskie blusowanie", "Teraz muzyka", "Łagodne spotkania muzyczne" i  Międzynarodowy Festiwal Jazzowy "Gdańskie Noce Jazzowe".

## Historia
Scena leśna po otwarciu 25 czerwca 1911 dysponowała kompletną infrastrukturą teatralną z trójpoziomową sceną (z miejscem dla 1000 śpiewaków), kanałem orkiestrowym, garderobą i widownią na 2000 widzów. Teren został ogrodzony i zelektryfikowany, wybudowano kasy. Do Teatru Leśnego zostały przeniesione festyny śpiewacze, organizowane od 1874 w znajdującym się po przeciwległej stronie doliny Gaju Śpiewaków (obecnie Kaczy Dołek). Gospodarzem obiektu i organizatorem przedstawień było "Gdańskie Towarzystwo Teatralne". W 1911 roku, w ramach premiery sceny, wystawiono szekspirowski "Sen nocy letniej". Scena Teatru Leśnego działała z wielkim powodzeniem aż do II wojny światowej.
Powojenne próby reaktywacji obiektu spełzały na niczym aż do 1998 roku. Po latach zaniedbań, dewastacji i zapomnienia dzięki inicjatywie okolicznych mieszkańców scena została reaktywowana pod koniec XX wieku. W 1999 roku z inicjatywy nowo powstałego "Klubu Winda" zorganizowano koncert i przedstawiono nową propozycję programową. "Klub Winda" stał się też w 2001 roku gospodarzem obiektu.
Na scenie Teatru Leśnego wystąpili między innymi Wolna Grupa Bukowina, Michał Urbaniak, Grzegorz Turnau, Anna Maria Jopek, Urszula Dudziak, Olo Walicki i Leszek Możdżer.
W 2014 roku teatr przeszedł częściowy remont (remont schodów terenowych, rampy, żwirowych scen, renowacja skarp).